# CS/MPQ-90 Bee Eye
 (juin 2022).

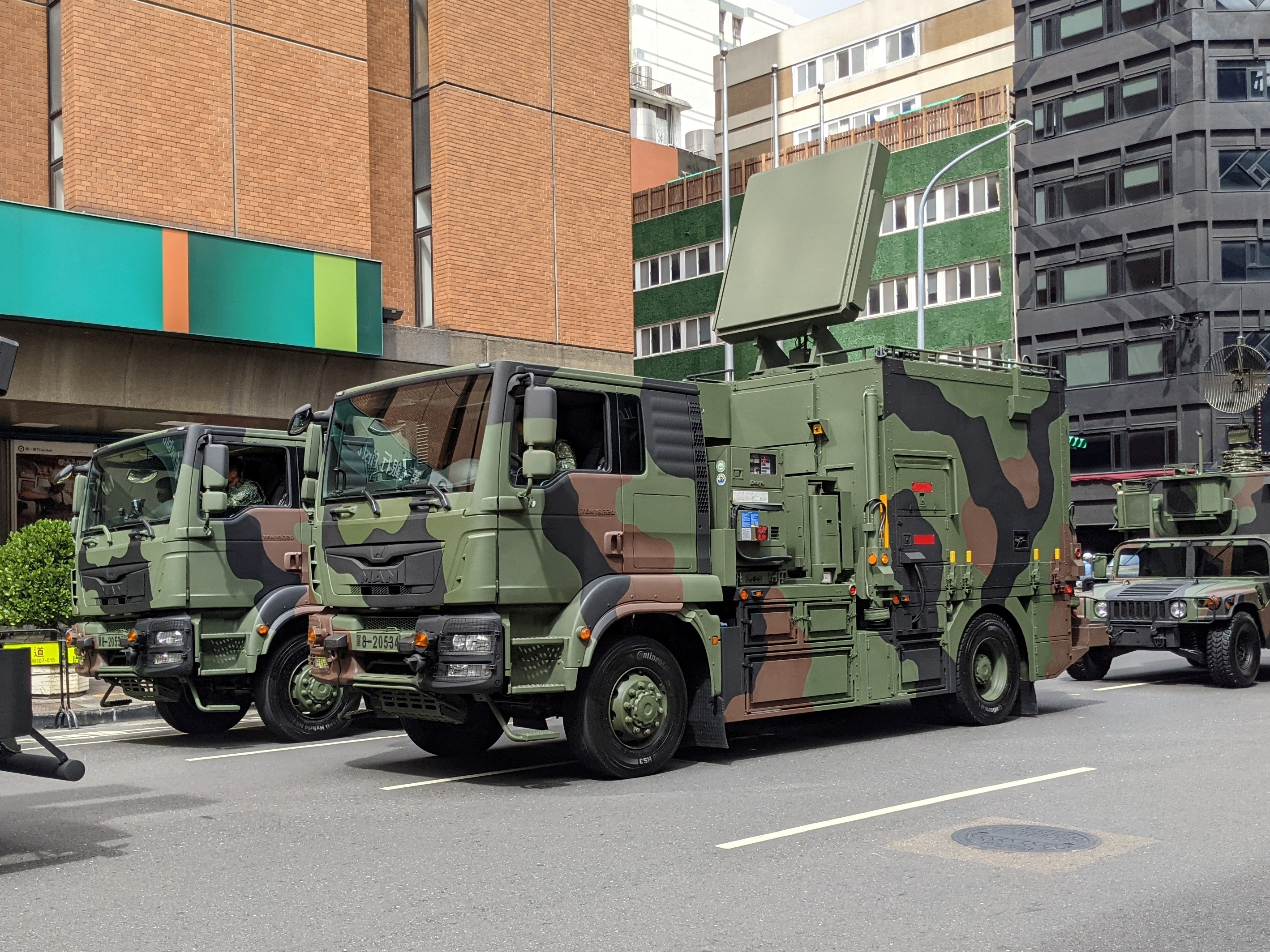
CS/MPQ-90 Bee Eye monté sur un camion militaire MAN.

Le CS/MPQ-90 Bee Eye est un radar à antenne active (AESA) taïwanais développé par l'Institut national des sciences et technologies Chung-Shan (NCSIST).

## Description
Le CS/MPQ-90 est un radar AESA de défense aérienne 3D à courte et moyenne portée pouvant être équipé sur une plate-forme d'atterrissage conçu et produit par le NCSIST.

## Scandale lors du développement
En 2011, le NCSIST a attribué à la société d'électronique MiTAC un contrat de 70 millions de dollars NT (2,22 millions de dollars US) pour la construction d'un prototype de «véhicule radar pour les opérations sur le terrain et la défense aérienne». En 2015, la police de Taoyuan a arrêté trois travailleurs et un responsable de MiTAC pour falsification de données et fabrication de résultats de tests. L'appel d'offres exigeait que le véhicule puisse avancer à 8 km/h sur une pente de 40 degrés, celui livré par MiTAC ne pouvait avancer qu'à 6 km/h. Trois membres du personnel du NCSIST ont également été arrêtés, soupçonnés d'être de connivence avec les employés du MiTAC pour fabriquer des résultats de test, ces membres du personnel ont ensuite présenté les résultats fabriqués à leurs supérieurs pour approbation. Le bureau du procureur du district de Taoyuan a commencé à enquêter après avoir été informé.

## Versions

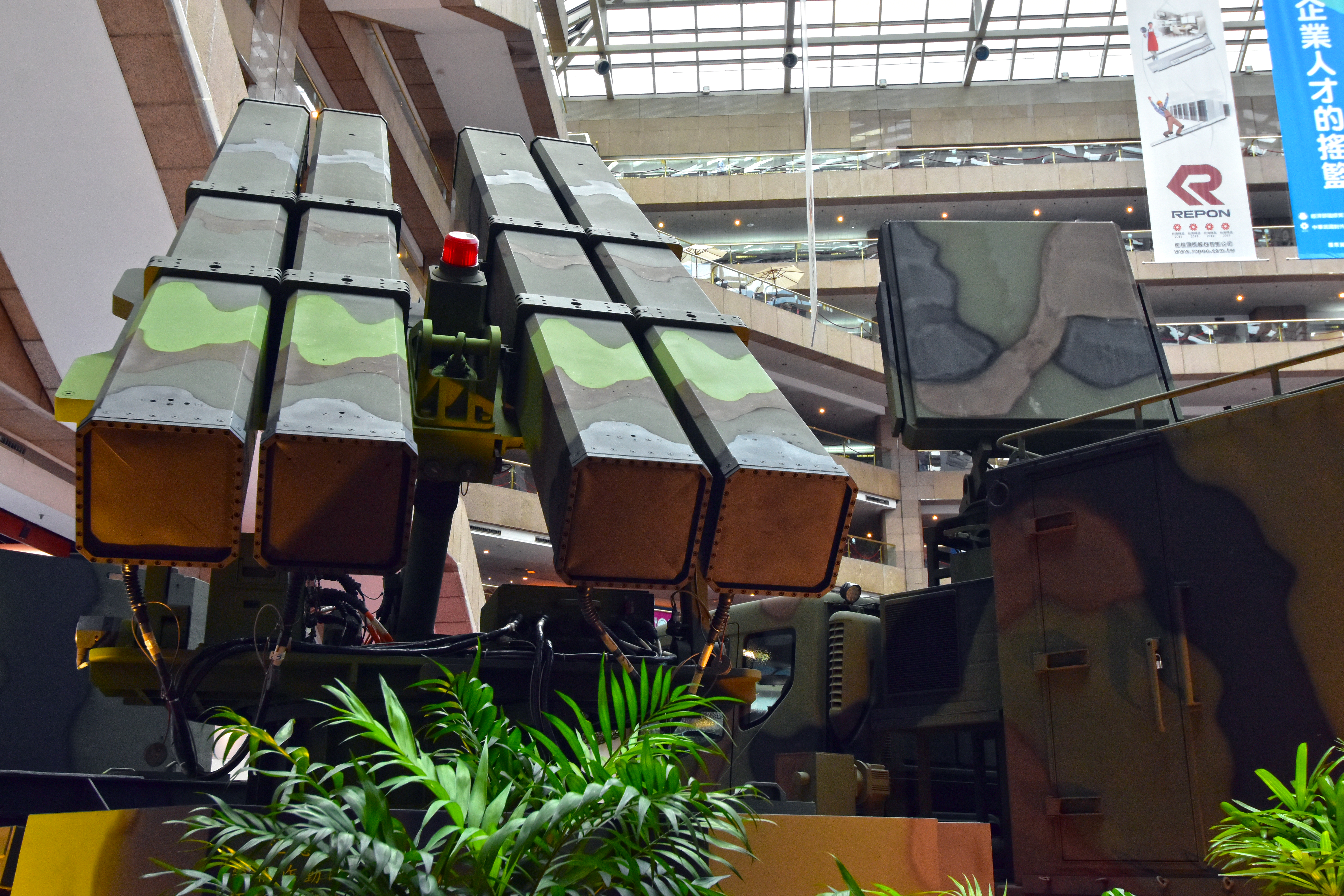
Modèle terrestre du TC-2 sol-air et radar CS/MPQ-90 Bee Eye

### Naval
Une version navale connue sous le nom de Sea Bee Eye a été installée à bord du ROCS Hwai Yang pour être testé.
La version navale doit être déployée en tant que composant radar de recherche aérienne et d'indication de cible du système de missile sol-air TC-2N, dans le cadre d'un système de contrôle de tir autonome à bord des frégates de classe Kang Ding et Tuo Chiang et dans le cadre du système central de gestion de combat à bord du nouveau navire de guerre amphibie qui devrait entrer en service en 2021.

### Terrestre
Le CS/MPQ-90 a été intégré aux batteries de missiles AN/TWQ-1 Avenger de Taïwan.
Les systèmes terrestres opérationnels ont été vus pour la première fois en public en 2010.
Six systèmes ont été commandés en 2019 pour équiper les batteries de missiles TC-2.